# Елџеро Елија
Елџеро Георге Риналдо Елија (хол. Eljero George Rinaldo Elia; Ворбург, 13. фебруар 1987) бивши је холандски фудбалер.

## Каријера
Пре него што је дебитовао у АДО Ден Хагу, Елија је играо за многе аматерске клубове. Свој професионални деби направио је са 17 година у децембру 2004. за први тим АДО Ден Хага. Сезоне 2004/05 одиграо је четири утакмице и постигао један погодак.
Након сукоба са тадашњим тренером потписује уговор са Твентеом. Елија бива запажен у овом клубу и тако 2009. осваја награду за најбољег младог талента Холандије.
Користан и занимљив нападач привукао је пажњу скаута неколико великих клубова, међу којима су били Ајакс, ПСВ Ајндховен, Арсенал, Манчестер Сити, али Елија одлази у Хамбургер. 5. јула 2009. године потписује уговор на пет година вредан око 9 милиона евра. За Хамбург је дебитовао 9. августа као замена на првом мечу те сезоне.

## Репрезентација
За национални тим дебитовао је у септембру 2009. на пријатељској утакмици против Јапана асистирајући два пута. На наредном мечу против Шкотске 9. септембра постигао је свој први погодак.
Елија је један од репрезентативаца који учествује на Светском првенству у Јужној Африци.

## Успеси и награде

### Клуб
Јувентус
- Првенство Италије (1) : 2011/12.

Фајенорд
- Ередивизија (1) : 2016/17.
- Куп Холандије (1) : 2015/16.

### Индивидуални
- Гол месеца у Бундеслиги : децембар 2009.[4]
- Холандски најбољи млади таленат : 2009.[5]

## Статистика

### Голови за репрезентацију
Ажурирано: 27. март 2015.
| #  | Датум              | Противник | Гол   | Резултат | Такмичење                 |
| -- | ------------------ | --------- | ----- | -------- | ------------------------- |
| 1. | 9. септембар 2009. | Шкотска   | 1 : 0 | 1 : 0    | Квалификације за СП 2010. |
| 2. | 5. јун 2010.       | Мађарска  | 5 : 1 | 6 : 1    | Пријатељска               |